# Symplocos elliptica
Symplocos elliptica är en tvåhjärtbladig växtart som beskrevs av L.M.Kelly och Almeda. Symplocos elliptica ingår i släktet Symplocos och familjen Symplocaceae. Inga underarter finns listade i Catalogue of Life.